# André Dalibert
André Dalibert, dit aussi André Dalt, né à Sourdeval-la-Barre (Manche), le 11 mars 1908, et mort à Grainville-sur-Odon (Calvados) le 7 juin 1997, est un acteur et chanteur français.

## Filmographie

### Cinéma
- 1950 : Le Passe-Muraille de Jean Boyer : Un employé du ministère de l'enregistrement
- 1950 : Le Rosier de Madame Husson de Jean Boyer : Célestin, un conseiller communal
- 1951 : Knock de Guy Lefranc : Le second gars costaud et déluré qui se fait ausculter
- 1951 : Agence matrimoniale de Jean-Paul Le Chanois
- 1951 : L'Auberge rouge de Claude Autant-Lara : Un bûcheron
- 1951 : Nous irons à Monte-Carlo de Jean Boyer : Un brigadier
- 1951 : La Poison de Sacha Guitry : Un gendarme
- 1951 : Seul dans Paris d'Hervé Bromberger
- 1952 : Les Belles de nuit de René Clair : Le général
- 1952 : Brelan d'as d'Henri Verneuil
- 1952 : C'est arrivé à Paris d'Henri Lavorel et John Berry : Le fleuriste
- 1952 : Les Dents longues de Daniel Gélin : Un maître d'hôtel
- 1952 : Hold-up en musique ou Le Gang des pianos à bretelles de Gilles de Turenne : Un consommateur qui parle de pêche
- 1952 : Moineaux de Paris de Maurice Cloche
- 1952 : Monsieur Taxi d'André Hunebelle : Le commissaire de police
- 1952 : Le Trou normand de Jean Boyer : Firmin, un paysan sur son cheval
- 1953 : L'Ennemi public numéro un d'Henri Verneuil
- 1953 : Le Guérisseur d'Yves Ciampi - (L'infirmier)
- 1953 : La Rage au corps de Ralph Habib
- 1953 : Une vie de garçon de Jean Boyer
- 1953 : Cent francs par seconde de Jean Boyer - (Un cheminot en grève)
- 1953 : Au diable la vertu de Jean Laviron : Un spectateur du strip-tease
- 1954 : Interdit de séjour de Maurice de Canonge
- 1954 : Les Évadés de Jean-Paul Le Chanois
- 1954 : Du rififi chez les hommes de Jules Dassin : Webb, le bijoutier
- 1954 : Nana de Christian-Jaque
- 1955 : Des gens sans importance d'Henri Verneuil : Un routier
- 1955 : Les Hommes en blanc, de Ralph Habib : Le paysan
- 1955 : La Madelon de Jean Boyer : Le Normand
- 1956 : Mademoiselle et son gang de Jean Boyer : Marcel, l'employé du commissariat
- 1956 : La Terreur des dames de Jean Boyer
- 1957 : Action immédiate de Maurice Labro
- 1957 : Les Truands de Carlo Rim : Un gendarme
- 1958 : Un certain Monsieur Jo de René Jolivet
- 1958 : Les Misérables de Jean-Paul Le Chanois : Le paysan de l'auberge qui demande de l'eau pour son cheval
- 1959 : Le vent se lève d'Yves Ciampi : M. Carminatti
- 1960 : Le Président d'Henri Verneuil : Le gendarme en faction
- 1960 : Les Tortillards de Jean Bastia : M. Grandjean un des paysans du train
- 1960 : Les Vieux de la vieille de Gilles Grangier : Anselme Poulossière
- 1961 : L'Affaire Nina B. de Robert Siodmak
- 1961 : Le comte de Monte Cristo de Claude Autant-Lara
- 1962 : Le Bateau d'Émile de Denys De La Patellière
- 1962 : Un singe en hiver d'Henri Verneuil : Maurice, le brigadier
- 1963 : Maigret voit rouge de Gilles Grangier : Un inspecteur
- 1963 : La Vie conjugale d'André Cayatte
- 1964 : Les Gorilles de Jean Girault : Un consommateur
- 1964 : Monsieur de Jean-Paul Le Chanois : Le tailleur
- 1965 : Le Caïd de Champignol de Jean Bastia : Le cafetier
- 1965 : Le Tonnerre de Dieu de Denys de La Patellière : Un client de Simone
- 1965 : Un milliard dans un billard de Nicolas Gessner : Un policier au commissariat
- 1966 : Le Jardinier d'Argenteuil de Jean-Paul Le Chanois : Le brigadier
- 1966 : Un homme de trop de Costa-Gavras : Le brigadier de gendarmerie

### Télévision
- 1964 : L'Abonné de la ligne U (série télévisée)
- 1967 : La princesse du rail (série télévisée)
- 1967 : Malican, père et fils (série télévisée) : Un gendarme
- 1973 : Les Écrivains de Robert Guez (Téléfilm) : L'éditeur
- 1979 : L'Éclaircie (Téléfilm) : Le charcutier

## Discographie
Connu parfois sous le nom seul de Dalibert, il fut connu dans les années 1940 sous le pseudonyme de son nom raccourci d'André Dalt, période à laquelle il chanta des morceaux comme en 1946 avec Le retour des guinguettes ou L'amour à l'étalage, Un verre de liqueur. Plus tard il enregistrera plusieurs 33 tours vinyle, regroupant des chansons d'inspiration normande, parmi lesquels André Dalibert et ses Joyeux Normands, dans lequel figurent des titres tels que Au mois d'avril, Les Gars de Senneville, Derrière chez nous y'a un étang, Chanson de la pomme, Ma Normandie, Dans la forêt normande, La Granvillaise, ainsi que quelques farces : Le Gars d'Falaise.